# Paliana phasioides
Paliana phasioides är en tvåvingeart som först beskrevs av Walker 1858.  Paliana phasioides ingår i släktet Paliana och familjen parasitflugor. Inga underarter finns listade i Catalogue of Life.